# 霍克·西德利鷂式攻擊機
霍克·西德利獵鷹式攻击机，即獵鷹式攻击机第一代，最初由英國霍克·西德利公司，被收購後於1978年1月1日由英國宇航公司負責後續發展。該機型發展於1960年代的冷戰時期，由於西歐國家認為蘇聯具有飛機及地對地導彈數量的優勢，而傳統飛機需要依賴機場操作，一旦機場跑道受到破壞，飛機便不能升降，故此英國、德國及法國在1960年代紛紛開發垂直升降戰機，以備在機場被毀後能夠維持空軍戰力，不過在最終只有英國的鷂式成功獲得軍方採用，後來還被投入實戰之中。鷂式受到當年的技術限制，沒有超音速飛行的能力，攜彈量及航程也不及傳統戰機，但具備垂直升降能力，是極少數在起飛及降落都無需滑行的機型，其衍生型更獲得美國海軍陸戰隊採用。

## 成功的關鍵

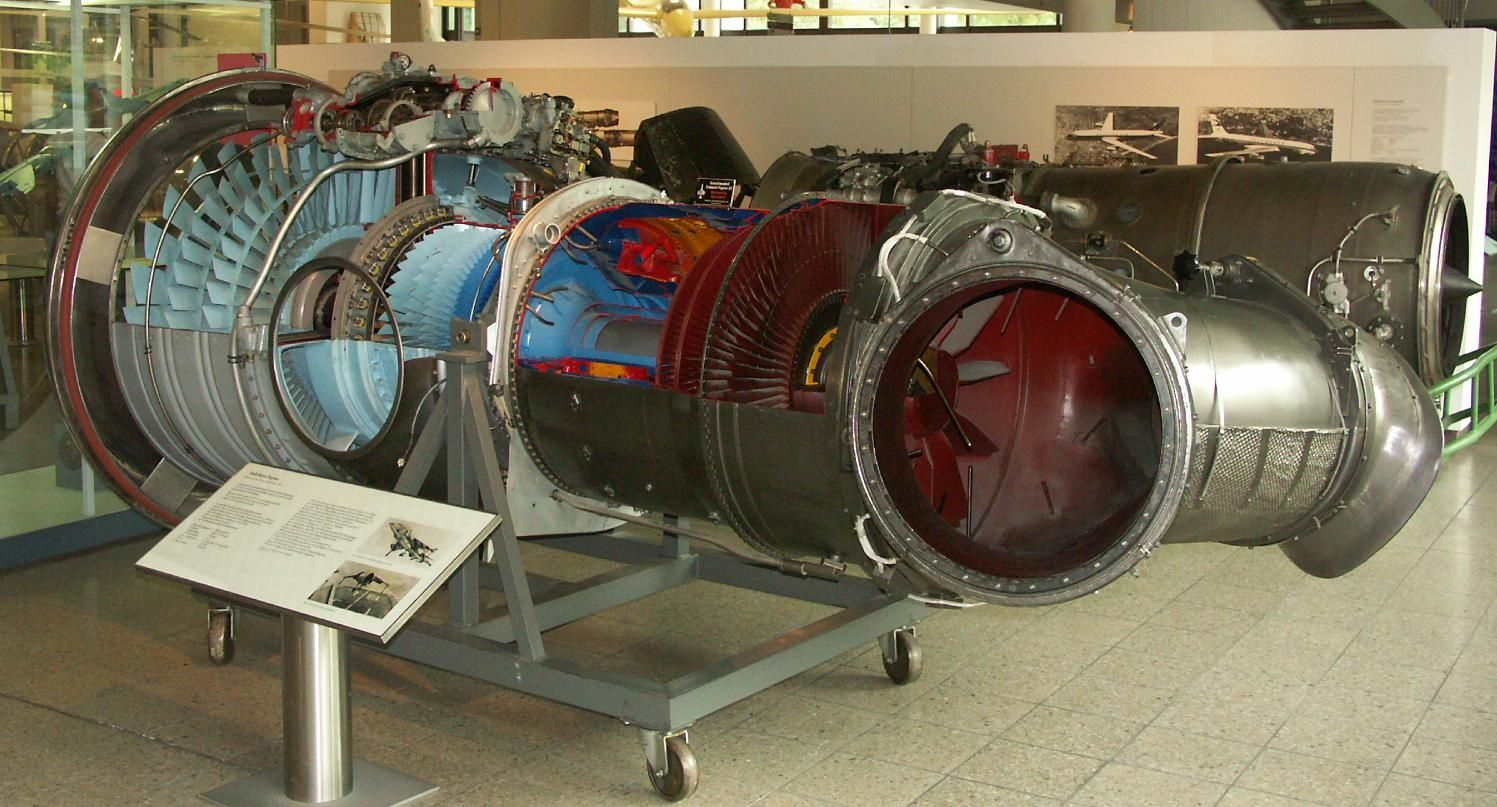
飛馬噴射發動機

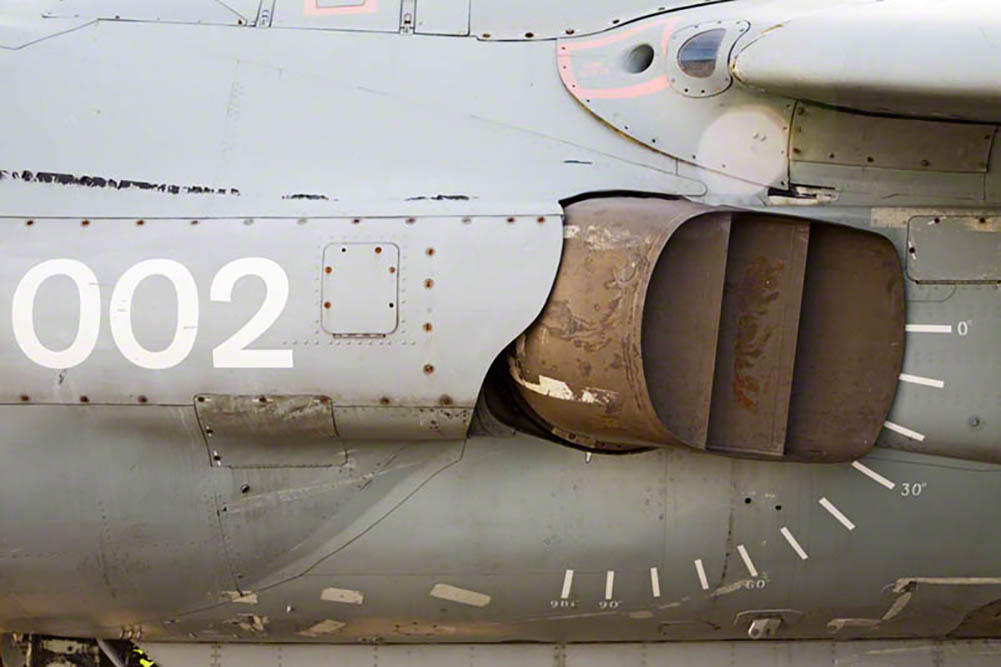
向量推力噴咀

獵鷹式垂直昇降戰機能成功的關鍵是飛馬噴射發動機，獵鷹式戰機就是圍繞此發動機去設計的，也因此獵鷹式的發展史也等同是飛馬噴射發動機的發展史，此種發動機有4個向量推力噴咀，把此俱發動機置於飛機重心位置而此4個噴咀凸出於機身四周，當其4個噴咀向下並產生大於其推力/重量比為1的推力時，此架飛機就可以向上昇，反之在降落時其噴咀會向下產生小於其推力/重量比為1的推力，而借助此向量推力系統也令獵鷹式可以做到一般固定翼戰鬥機做不到的空戰動作。
而當獵鷹式垂直昇降時，由於它各個控制翼面皆失效，獵鷹式的左右機翼翼端，機頭和機尾皆有和飛馬發動機相連的噴咀，祇要控制這些噴咀的噴氣就可以令飛機做出各種動作而且和飛行員一般飛行時的操作是相同的。
然而飛馬噴射發動機的原始設計不具備安裝後燃器的能力，無法為鷂式提供超音速飛行的能力，故此鷂式在高空高速的空戰中無可避免會陷入劣勢，所以皇家空軍沒有把鷂式作為空優戰機，而是作為對地攻擊機使用。不過在當時鷂式仍是最成功的垂直升降噴射機，原因是單一的飛馬引擎便能提供垂直升降及平飛的能力，無需借助額外及專門的舉升引擎來提供垂直升降的動力，而同期開發的大部分其他機型，如蘇聯的雅克-38戰鬥機，都要有專用的舉升引擎，當進入平飛階段後，舉升引擎卻成為飛機的呆重，飛馬引擎的設計則沒有這方面的缺點，雖然鷂式的最高速度略遜於雅克-38，但具有更好的飛行性能、更大的載重量及航程。

## P1127茶隼

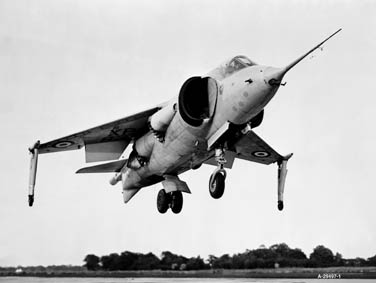
P1127茶隼

首種使用飛馬發動機的是作為原型機的P1127茶隼，1960年10月21日，P1127首次在綁上鋼索之下進行垂直昇降測試而獲得成功，1961年11月19日也成功地在無鋼索之下作垂直昇降，當時有6架P1127並曾在皇家方舟號航空母艦上作過艦載測試，這可說是發展海獵鷹式戰鬥攻擊機的前奏。
初期P1127的進氣口為充氣橡膠，可依不同使用情況而充氣或收氣，但由於發現容易斷裂而改用金屬，1962年有9架P1127接受英國，美國和西德的評估，其當有6架被送到美國並改名為XV-6，當時美國海陸空三軍（沒有海軍陸戰隊）對此作出評估，美國空軍和海軍表示對此無興趣，美國陸軍卻想把它們用於陸軍航空隊但受到空軍反對，理由是這應該是空軍飛機的任務但空軍不想要此種飛機，這6架XV-6唯有用於NASA作飛行研究用途，而西德也對此種飛機無興趣（原本想用它們來取代意大利製造的G.91戰鬥機），結果祇有祖家英國繼續此項飛機研製計劃，最終出現了獵鷹式GR.1。

## 型号

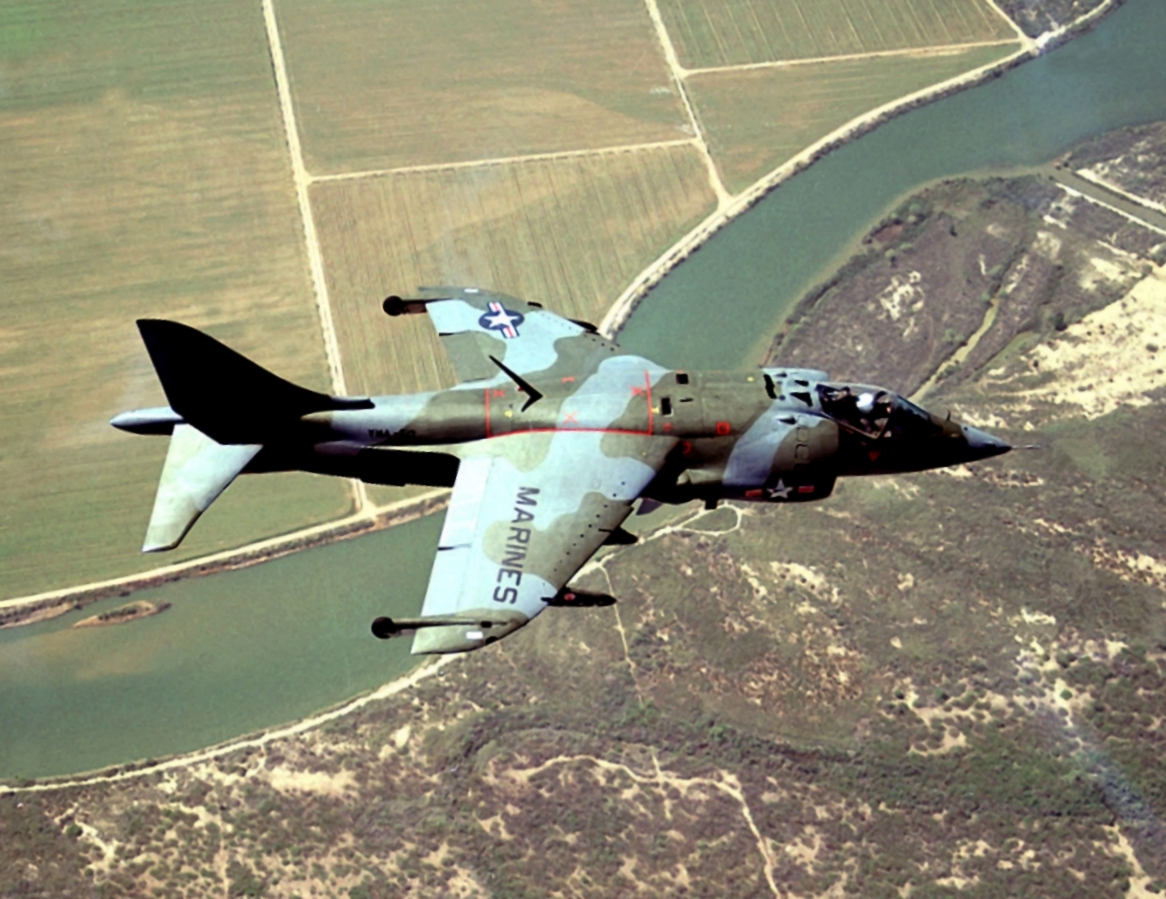
AV-8A是美國版的獵鷹式GR1

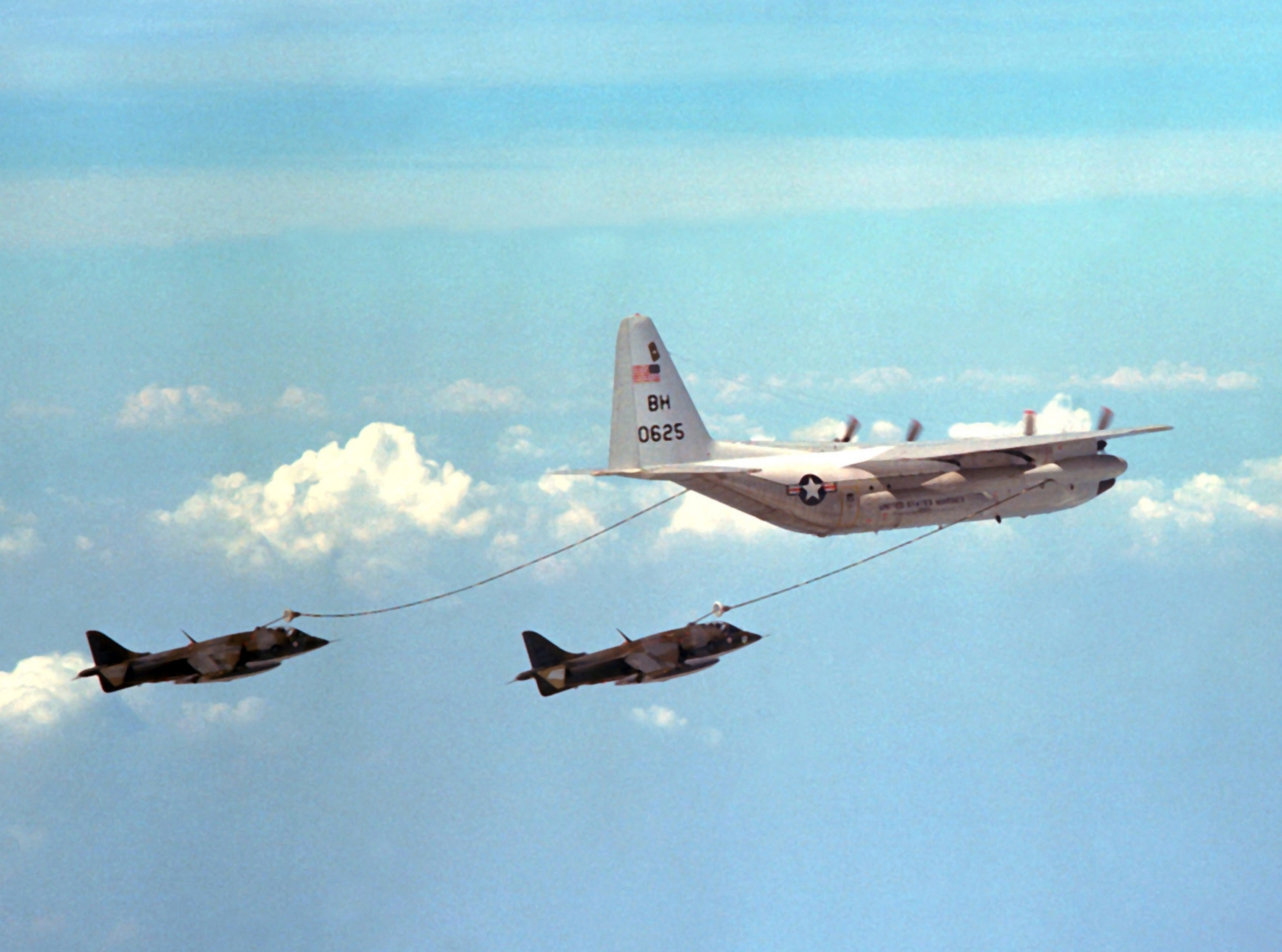
兩架正在空中加油的AV-8A，AV-8A的前身獵鷹式GR1就是用空中加油飛越大西洋到美國

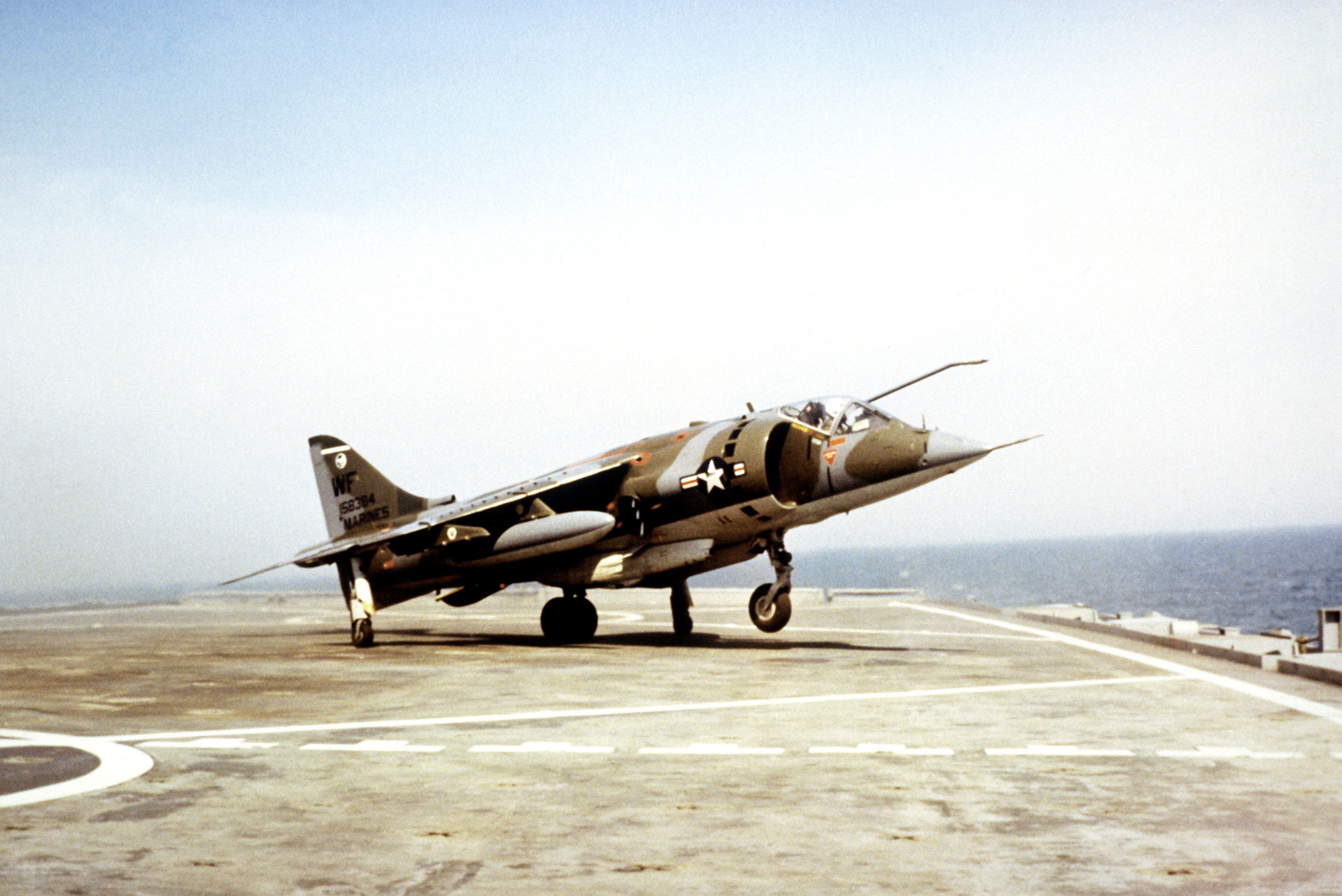
圖中的AV-8C加裝了一條可拆除式空中加油管

獵鷹式戰機是由P1127茶隼發展出來的軍用機，儘管兩者外表很相似但內裡卻有九成是不同的，例如其機身內部結構加強，把機翼延長15英寸和改用更大推力的發動機。
獵鷹式的機身為鋁合金半硬殼式結構，而由於機身中央為發動機而採用鋼鐵和鈦合金去抵受發動機的高溫，機翼和機身之間有6個接點，祇要把它們拆開就可以更換發動機，機翼和水平尾翼有10度下反角，機翼前部有翼刀和一排鋸齒去產生渦流，這可改善飛機的失速特性，此外必要時可在翼端加上翼套去進一步增加其翼展，這可減少其衍生阻力從而增加航程。
獵鷹式戰機有一對大的進氣口並有8個小的輔助進氣口，目的是在垂直起飛時進一步加大空氣吸入量，獵鷹式的左邊進氣口上方可加上一條可拆除式空中加油管，雖然獵鷹式為次音速飛機，但當向下俯衝時還可以借地心吸力而達到1.25倍音速。

### GR1
第1種獵鷹式戰機，1969年加入皇家空軍，G是對地攻擊（Ground Attack）而R是偵察（Reconnaissance），GR1無固定武裝而是外掛的兩個30毫米口徑機炮筴艙，此種武裝也被後來的獵鷹式沿用，由於初時獵鷹式並非作為戰鬥機，故其對外視野方面不能看到後方，GR1也有雙座位教練機型，名為T2。
獵鷹GR1使用飛馬Mk102向量推力噴射發動機。

### GR3
GR3為GR1的改良型，除了換裝更大推力的飛馬Mk103，還有機鼻加裝整流罩，在此機鼻內裝有雷射測距和目標搜尋器，其水平尾翼的下反角增加至15度以避開由機翼產生的氣流對其的干擾，GR3也曾用於1982年的英阿福克蘭戰爭，當時有9架空軍的GR3被部處在大西洋運送者號貨船，首先從船上垂直起飛到競技神號航空母艦去上炸彈，然後借助艦上的滑跳甲板起飛去轟炸阿根廷軍，GR3的雙座位教練機名為T4。
獵鷹GR3改用推力較大的飛馬Mk103向量推力噴射發動機。
1996年北京航空館用一架蘇製La-9戰鬥機和英國帝国战争博物馆換來一架已退役的獵鷹式GR3。

### AV-8A

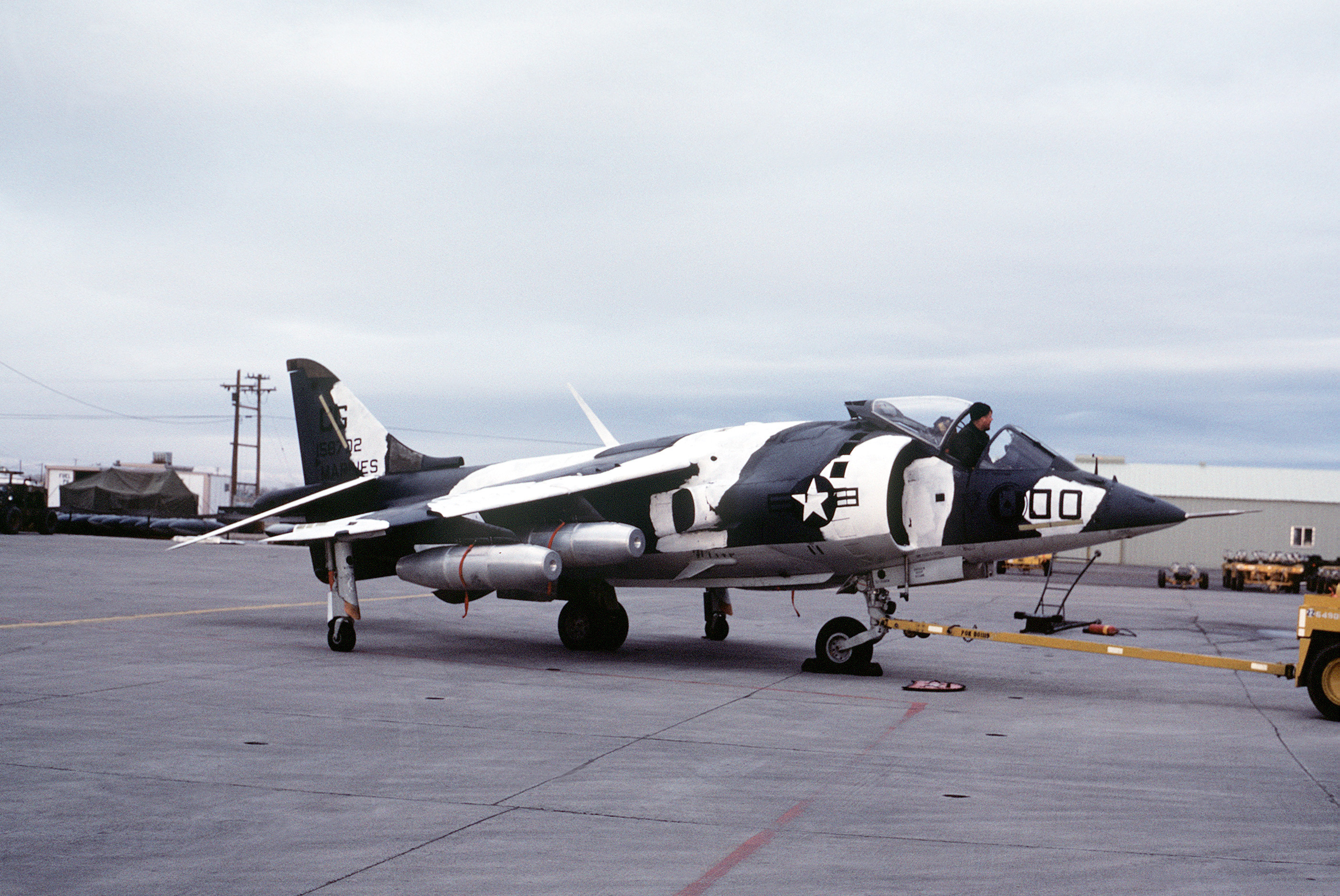
美國海軍陸戰隊的AV-8A

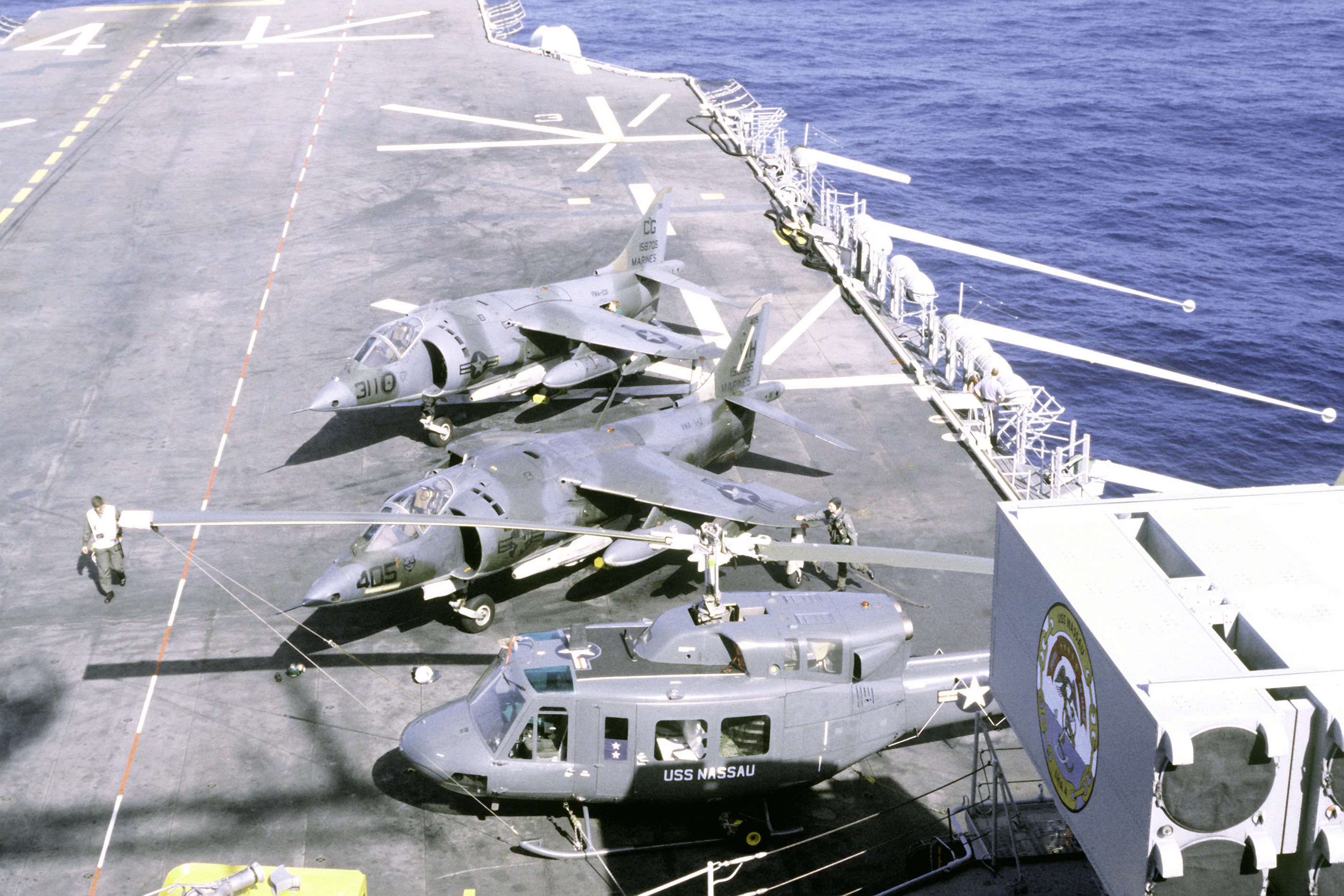
兩架在美國兩棲攻擊艦拿蘇號上的AV-8A

美國版的GR1，名義上由麥克唐納-道格拉斯公司生產，其實祇負責組裝，其零件仍然由英國宇航公司生產，這樣是為了向國會爭取到國防資金，證明AV-8A是美國飛機而非英國，當初為了要再次向美國推銷獵鷹式而曾有一架GR1由倫敦火車站對開的空地垂直起飛再用空中加油飛越大西洋到美國紐約曼克頓降落，美國採用後裝備海軍陸戰隊，部處在兩棲攻擊艦（其實是直昇機母艦）上。
AV-8A改用獵鷹GR3的飛馬Mk103向量推力噴射發動機。

### TAV-8A
AV-8A的的雙座版攻擊機，用於作戰訓練。

### AV-8C
AV-8A的改良型，安裝了AV-8B的設備。

### AV-8S

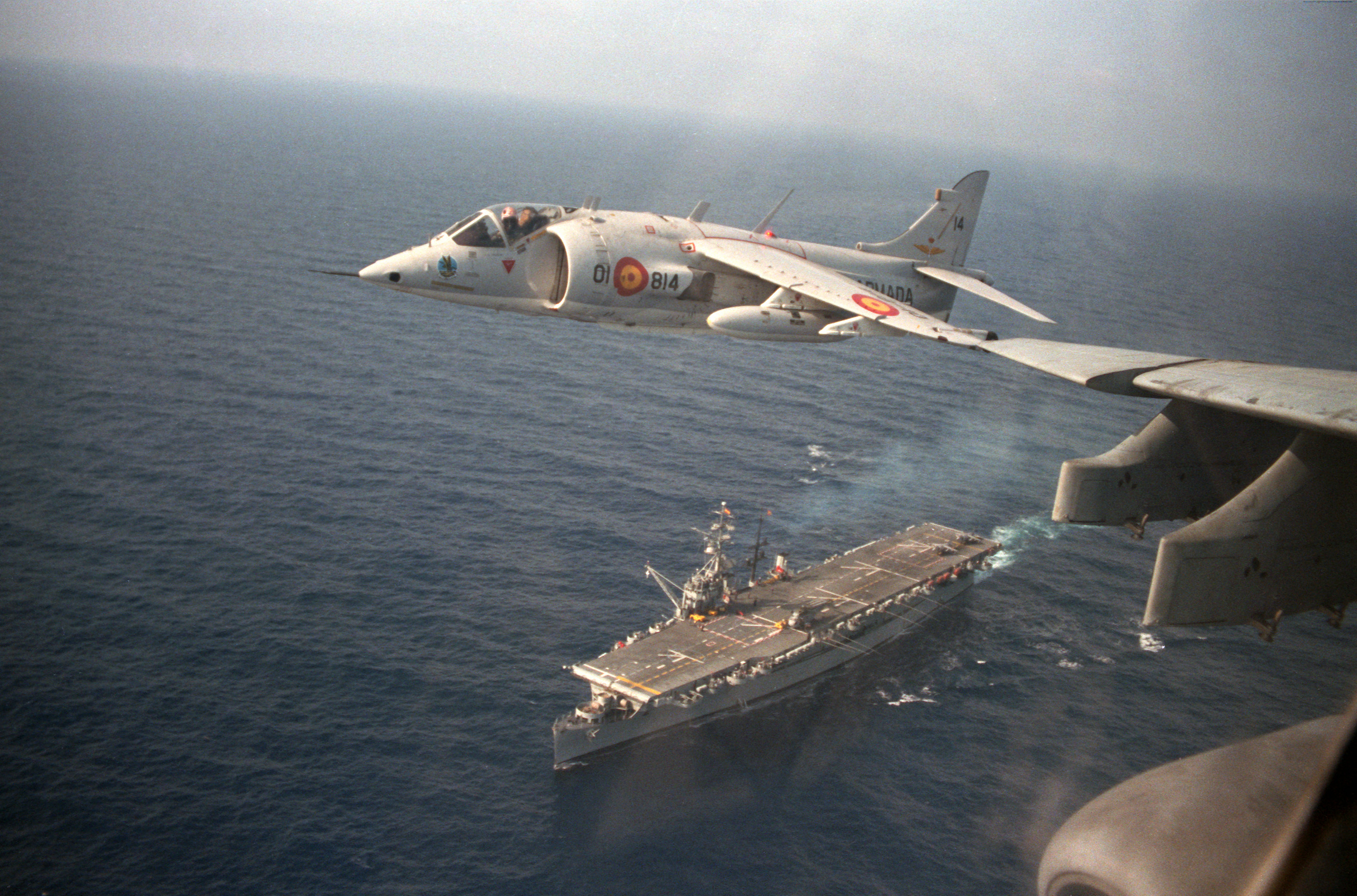
飛越西班牙戴達羅號航空母艦的AV-8S

西班牙海軍的AV-8A，AV-8S並不叫獵鷹式而是叫做鬥牛士，部處在戴達羅號航空母艦和阿斯圖里亞斯親王號航空母艦，當它們退役後又被賣到泰國，曾經用於查克里·納呂貝特號航空母艦。

## 基本資料（鷂式GR3）
- 乘員：1人
- 機長：14.27米
- 翼展：7.7米
- 機高：3.63米
- 空重：6,140公斤
- 最重：11,430公斤
- 機翼面積：18.68平方米
- 最快速度：1,176公里/小時
- 航程：3,425公里
- 昇限：15,600米
- 發動機：勞斯萊斯 天馬 11(Mark 103) 噴射發動機（推力=95.6千牛頓）
- 武裝：機身下兩個亞丁30毫米口徑轉輪式機炮筴艙（英语：Gun pod）+4具68毫米火箭筴艙或2,268公斤炸彈

## 實戰

### 福克蘭群島/馬爾維納斯島戰爭
1982年英國和阿根廷為了爭奪馬爾維納斯群島/福克蘭群島而爆發了馬島戰爭/福島戰爭，這場戰爭令海獵鷹戰鬥機一戰成名，戰爭中英國皇家海軍動用了競技神號航空母艦和無敵號航空母艦總共20架海獵鷹FRS1，再加上由貨船大西洋運送者號上的8架海獵鷹和9架空軍的獵鷹式GR3，那9架空軍的獵鷹首先從大西洋運送者號上垂直起飛，再到競技神號或無敵號上補充燃料和加掛彈葯，再用艦上的滑跳起飛甲板起飛。
海獵鷹主要負責空戰而獵鷹GR3用作對地攻擊，轟炸阿根廷軍的斯坦尼斯港。

## 使用國家
- 美国
- 英国
- 西班牙
- 泰國

## 流行文化
- 在動畫版的基地88當中用AV-8A取代了漫畫原著當中的Yak-38戰鬥機作為反政府軍秘密空軍基地的戰鬥機。

## 相關條目

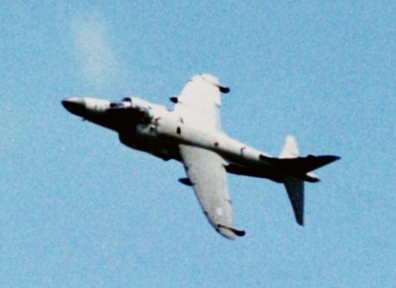
由獵鷹式GR3發展而來的海獵鷹艦載戰鬥機

## 外部連結
- 垂直梦想50年——鹞式飞机家族通史 （页面存档备份，存于）
- 鹞”式和英国独立战斗机工业的终结 （页面存档备份，存于）
- 一“跃”惊天--鹞式垂直/短距起降战斗机家族 （页面存档备份，存于）
- 北京航空館的鷂式GR3 （页面存档备份，存于）
- Hawker Siddeley Harrier GR3, XZ965 / 712201, Beijing Aviation Museum （页面存档备份，存于）